# Nontronita
La nontronita es un mineral de la clase de los filosilicatos, y dentro de esta pertenece al llamado «grupo de la esmectita». Fue descubierta en 1827 en la comuna de Nontron del departamento de Dordoña, en la región de Aquitania (Francia), siendo nombrada así por esta localidad. Sinónimos poco usados son cloropal o hidroferripirofilita.

## Características químicas
Es un silicato, del tipo alumino-filosilicato con hojas de mica, de sodio y hierro, hidroxilado e hidratado. La estructura molecular es en láminas con tetraedros y octaedros.
El grupo de la esmectita al que pertenece son todos minerales similares a la arcilla que cristalizan en el sistema monoclínico.
Además de los elementos de su fórmula, suele llevar como impurezas: titanio, magnesio y calcio, que le dan las distintas tonalidades de color que presenta.

## Formación y yacimientos
Aparece como mineral secundario producto de la alteración a la intemperie de rocas ígneas de tipo basalto, kimberlitas y otras rocas ultramáficas. También puede formarse en suelos con ceniza volcánica pobremente drenados, así como en algunos depósitos de minerales sometidos a alteración hidrotermal de tipo basalto o calizas con metamorfismo de contacto.
Es un mineral autigénico en los sedimentos marinos recientes.
Suele encontrarse asociado a otros minerales como: cuarzo, ópalo, hornblenda, piroxenos, olivino, mica o caolinita.